# Jingi-kan
Le Jingi-kan (神祇官, « département des Divinités »), aussi connu comme le département des Affaires shinto, est une bureaucratie du Japon impérial instituée au VIIIe siècle dans le cadre des réformes ritsuryō et dans l'Engishiki.

## Histoire
Cette hiérarchie administrative shinto est un miroir intentionnel de son homologue chinois, le ministère des Rites (禮部). Le Jinji-kan est créé pour être fonctionnellement distinct de son corollaire administratif plus développé, le Daijō-kan.
Le département perd un considérable pouvoir au cours de l'époque féodale mais est rétabli en 1869 avec le début de l'ère Meiji. Il connaît des formes et des noms différents au cours des XIXe et XXe siècles puis est dissous le 2 février 1946. Le 3 février 1946, l'Association des sanctuaires shinto prend en charge l'administration des sanctuaires.

## Fonctions
Le Jingi-kan est responsable de la surveillance du clergé et des rites shinto dans tout le pays. À sa tête se trouve le 神祇伯 (Jingi-haku). Du Xe au XVe siècle, la famille Shirakawa Hakuo occupe sans interruption cette fonction.
Un système d'offrandes régulières (奉幣、ほうへい : hōhei) à 3 132 kamis vénérés dans le pays est institué.

## Source de la traduction
- (en) Cet article est partiellement ou en totalité issu de l’article de Wikipédia en anglais intitulé « Jingi-kan » (voir la liste des auteurs).